# Бубликово (Белопольский район)
Бубликово (укр. Бубликове) — село,
Гуриновский сельский совет,
Белопольский район,
Сумская область,
Украина.
Код КОАТУУ — 5920683002. Население по переписи 2001 года составляет 42 человека .

## Географическое положение
Село Бубликово находится на расстоянии в 4 км от рек Крыга и Павловка.
На расстоянии в 1 км расположены сёла Алексенки, Гуриновка и Кандыбино.